# زیویه (سقز)
زیویه(به کردی: زێویە، Zêwye) روستایی از توابع بخش زیویه در شهرستان سقز است که در استان کردستان ایران قرار دارد.

## جمعیت
این روستا در دهستان گل‌تپه واقع شده و براساس سرشماری سال ۱۳۹۰، جمعیت آن ۳۵۸ نفر (۸۷ خانوار) بوده‌است.